# Vol Linjeflyg 267
 (novembre 2019).
Si vous disposez d'ouvrages ou d'articles de référence ou si vous connaissez des sites web de qualité traitant du thème abordé ici, merci de compléter l'article en donnant les références utiles à sa vérifiabilité et en les liant à la section « Notes et références ».
Le vol Linjeflyg 267 est un vol commercial qui s'est écrasé à l'approche de l'aéroport d'Ängelholm–Helsingborg le 20 novembre 1964 à 21 h 14 à Ängelholm, en Suède.  L'avion était un Convair 440-75 Metropolitan de la compagnie aérienne Linjeflyg. Les pilotes induits en erreur par une configuration de feux de piste militaire non conventionnels, sont descendus trop tôt et sur une mauvaise trajectoire lors de l'approche de l'aéroport d'Ängelholm–Helsingborg. L'accident a tué 31 des 43 personnes à bord, ce qui en fait alors l'accident d'aviation le plus meurtrier en Suède. 
Le vol reliait Stockholm à Angelholm, mais le mauvais temps lui a fait annuler des escales à Hultsfred et Halmstad. La visibilité était de moins de 2,0 kilomètres (1,2 mi) à cause de nuages bas à Angelholm, de sorte que le contrôle aérien a allumé un système d'éclairage d'approche. L'aéroport était géré comme un secteur civil de la base de l'armée de l'air suédoise F 10 'ngelholm qui appliquait une configuration militaire et non la configuration civile normale. Cela a induit les pilotes en erreurs qui ont atterri à 2,0 kilomètres avant le début de piste. L'avion s'est renversé en glissant après l'impact. Malgré le nombre de morts, trois personnes sont descendues indemnes de l'accident. 
La commission d'enquête n'a relevé aucune faute du pilote ou du contrôle de la circulation aérienne, se concentrant plutôt sur les raccourcis effectués par l'armée de l'air suédoise et l'Administration de l'aviation civile (CAA) pour ne pas configurer les aéroports militaires conformément à la réglementation civile. Ce constat a entraîné une augmentation du financement qui a par la suite amené les aéroports militaires à modifier leur système d'atterrissage aux instruments et leur système d'éclairage d'approche pour répondre aux besoins civils.